# 301, 302
301/302 é um filme de mistério sul-coreano de 1995 dirigido por Park Chul-soo. Foi selecionado como representante da Coreia do Sul à edição do Oscar 1996, organizada pela Academia de Artes e Ciências Cinematográficas.

## Sinopse
Duas mulheres obsessivo-compulsivas, uma chef e uma escritora anoréxica, são vizinhas em um prédio. A chef, Song, mora no apartamento 301 e tenta convencer sua vizinha a comer as refeições fabulosas que ela cozinha. A escritora, Yun, mora no apartamento 302 e se recusa a comer. Essa recusa inicia um relacionamento turbulento que força as duas mulheres a relembrar seus passados tortuosos.

## Elenco
- Eun-jin Pang
- Sin-hye Hwang
- Chu-Ryun Kim